# Onthophagus freyi
Onthophagus freyi är en skalbaggsart som beskrevs av Moretto 2004. Onthophagus freyi ingår i släktet Onthophagus och familjen bladhorningar. Inga underarter finns listade i Catalogue of Life.